# Folco II d'Angiò
Folco, detto il Buono, in francese Foulque II (ou Fulco) d'Anjou (le Bon) (fine IX secolo o inizio X secolo – 960 circa), fu il secondo conte d'Angiò dal 942 e fu anche conte di Nantes e duca di Bretagna dal 958 fino alla sua morte.

## Origine
Secondo la Chronica de Gestis Consulum Andegavorum, Chroniques d'Anjou, era figlio del visconte d'Angers e di Tours, conte di Nantes e poi primo Conte di Angiò, Folco I il Rosso e della moglie, Rosalia di Loches, originaria della Turenna, che era figlia di Guarniero (Warnerius), signore di Loches e di altri due castelli, come ci confermano sia la Chronica de Gestis Consulum Andegavorum, Chroniques d'Anjou, la Historia Comitum Andegavorum, Chroniques d'Anjou e i Gesta Consulum Andegavensium.
Folco I il Rosso, sempre secondo la Chronica de Gestis Consulum Andegavorum, Chroniques d'Anjou, era figlio del visconte d'Angers, di Tours e d'Orléans, Ingelger e della moglie, che secondo la Historia Comitum Andegavorum, Chroniques d'Anjou, si chiamava Aelindis, nipote dei fratelli, Rursus Adelardus e Raymo, con incarichi ad Angers e a Tours (Rursus Adelardus et Raymo ambo germani fratres, Turonensium et Andegavensium pontifices, neptem suam Aelindis), mentre, per la Chronica de Gestis Consulum Andegavorum, Chroniques d'Anjou, la moglie di Ingelger si chiamava Adele ed era l'unica figlia Goffredo, signore di Château-Landon e del Gâtinais (Landonensis castri sive Gastinensis pagi consul nomine Gaufredus…filiam unicam habens, nomine Adelam), che ereditò tutte le proprietà del padre, senza eredi maschi. La paternità di Ingelger è confermata anche dai Gesta Consulum Andegavensium.

## Biografia
Folco il Buono viene citato in due donazioni che suo padre, Folco I il Rosso, unitamente alla moglie, Rosalia e ai figli maschi Guido e Folco il Buono, tra il 929 ed il 930, fece in suffragio del padre (il nonno di Folco il Buono), Ingelger, del figlio (il fratello di Folco il Buono) Ingelger, e dei suoceri (i nonni materni di Folco il Buono) Guarniero e Tescende: il primo documento è il n° XXXIII del Cartulaire noir de la cathédrale d'Anger, ed il secondo documento è il n° CLXXVII del Cartulaire de l'abbaye de Saint-Aubin d'Angers, Tome I.
Folco il Buono aveva sposato, nel 937, una certa Gerberga (che il nome della moglie fosse Gerberga è confermato dal documento è il n° II del Cartulaire de l'abbaye de Saint-Aubin d'Angers, Tome I, dove il figlio, Goffredo Grisegonelle dichiara di essere figlio di Folco e Gerberga (patris mei Fulconis, matris quoque meæ Gerbergæ)) di cui non si conoscono con certezza gli ascendenti (vi sono diverse ipotesi, una dice che era figlia del visconte di Vienne, discendente per parte di madre dal re di Provenza, Bosone; una seconda invece dice che era figlia di Goffredo, visconte d'Orléans e conte di Gâtinais e una terza, infine sostiene che era una Ugonide: Gerberga del Maine (ca 913 - prima del 952).
Folco compare ancora una volta in un documento assieme al padre, il conte d'Angiò, Folco il Rosso, che, per l'ultima volta viene citato in un documento, nell'agosto del 941.
Secondo la Chronica de Gestis Consulum Andegavorum, Chroniques d'Anjou, Folco I il Rosso morì in tarda età dopo una sana vecchiaia e, come secondo conte d'Angiò, gli succedette il figlio terzogenito, Folco II il Buono.
Folco il Buono fu alleato dei Robertingi e pur essendo ostacolato dai turbolenti conti di Blois, come già suo padre, continuò ad ampliare la contea a spese del ducato d'Aquitania.
Infatti Folco dovette cedere Saumur al conte di Blois, Tebaldo il Truffatore, mentre riuscì a conquistare Méron a Guglielmo Testa di Stoppa, duca d'Aquitania e conte di Poitiers.
Nel 952, alla morte del duca di Bretagna, Alano II Barbariccia, Folco il Buono sposò la sua vedova, Rosalia di Blois, sorella del primo conte di Blois, Tebaldo il Truffatore, divenendo così il reggente del ducato di Bretagna e della contea di Nantes, per conto del figliastro, Drogone di Bretagna.
Nel 958, Drogone morì in circostanze non molto chiare e Folco il Buono divenne conte di Nantes e, duca di Bretagna, come risulta da un documento di una riunione, del 958, tra Folco il Buono, Tebaldo il Truffatore e diversi baroni bretoni.
La sua morte, avvenne presumibilmente tra il 959 e il 960, perché in questa data viene citato come conte d'Angiò, suo figlio, Goffredo Grisegonelle (come si vede nel documento n° 1 della Histoire du comté du Maine pendant le X et le XI siècle, Pièces Justificatives 1), che, sempre secondo la Chronica de Gestis Consulum Andegavorum, Chroniques d'Anjou, gli era succeduto nella contea d'Angiò, mentre il ducato di Bretagna e la contea di Nantes andarono ad un figlio illegittimo di Alano II Barbariccia, Hoël I di Bretagna.

## Discendenza
Folco il Buono da Gerberga ebbe quattro (o sette) figli:
- Goffredo I Grisegonelle[18] (938 circa – 987 circa), conte d'Angiò
- Burcardo († 1007), Conte di Vendôme, che sposò Elisabetta, wedova di Hamon Conte di Corbeil[12]
- Guido[18] († 994), vescovo di Puy-en-Velay[18]
- Drogone[18] († 998), vescovo di Puy-en-Velay[18]
- Umberto († 957)[12]
- Adelaide d'Angiò[19] (ca. 947 - 1026), detta Bianca, sposò, nel 967, Stefano di Brioude, visconte de Gévaudan, poi, nel 975 Raimondo IV († 978), comte di Tolosa, quindi, nel 982, l'erede al trono di Francia, Luigi, da cui si separò poco dopo, e poi, nel 984, Guglielmo I (950-993), conte de Provenza, ed infine, verso il 1015, Ottone I Guglielmo (962 – 21 settembre 1026), duca di Borgogna,
- Arsinda († 975 circa)[12].

Mentre da Rosalia di Blois Folco non ebbe figli.

## Ascendenza
|                     |   |            | Genitori |  |  | Nonni |  |  | Bisnonni |  |  | Trisnonni |  |
|                     |   |            |          |  |  |       |  |  | Tertullo |  |  | Torquato  |  |
|                     |   |            |          |  |  |       |  |  | Tertullo |  |  | Torquato  |  |
|                     |   | …          |          |  |  |       |  |  | Tertullo |  |  |           |  |
| Ingelger            |   |            |          |  |  |       |  |  | Tertullo |  |  |           |  |
|                     |   | Petronilla | …        |  |  |       |  |  |          |  |  |           |  |
|                     |   | Petronilla | …        |  |  |       |  |  |          |  |  |           |  |
|                     |   | Petronilla | …        |  |  |       |  |  |          |  |  |           |  |
| Folco I d'Angiò     |   | Petronilla |          |  |  |       |  |  |          |  |  |           |  |
|                     |   | …          | …        |  |  |       |  |  |          |  |  |           |  |
|                     |   | …          | …        |  |  |       |  |  |          |  |  |           |  |
|                     |   | …          | …        |  |  |       |  |  |          |  |  |           |  |
| Aelindis            |   | …          |          |  |  |       |  |  |          |  |  |           |  |
|                     |   | …          | …        |  |  |       |  |  |          |  |  |           |  |
|                     |   | …          | …        |  |  |       |  |  |          |  |  |           |  |
|                     |   | …          | …        |  |  |       |  |  |          |  |  |           |  |
| Folco II d'Angiò    |   | …          |          |  |  |       |  |  |          |  |  |           |  |
|                     | … | …          |          |  |  |       |  |  |          |  |  |           |  |
|                     | … | …          |          |  |  |       |  |  |          |  |  |           |  |
|                     | … | …          |          |  |  |       |  |  |          |  |  |           |  |
| Guarniero di Loches | … |            |          |  |  |       |  |  |          |  |  |           |  |
|                     |   | …          | …        |  |  |       |  |  |          |  |  |           |  |
|                     |   | …          | …        |  |  |       |  |  |          |  |  |           |  |
|                     |   | …          | …        |  |  |       |  |  |          |  |  |           |  |
| Rosalia di Loches   |   | …          |          |  |  |       |  |  |          |  |  |           |  |
|                     |   | …          | …        |  |  |       |  |  |          |  |  |           |  |
|                     |   | …          | …        |  |  |       |  |  |          |  |  |           |  |
|                     |   | …          | …        |  |  |       |  |  |          |  |  |           |  |
| Adelaide di Châlon  |   | …          |          |  |  |       |  |  |          |  |  |           |  |
|                     |   | …          | …        |  |  |       |  |  |          |  |  |           |  |
|                     |   | …          | …        |  |  |       |  |  |          |  |  |           |  |
|                     |   | …          | …        |  |  |       |  |  |          |  |  |           |  |
|                     |   | …          |          |  |  |       |  |  |          |  |  |           |  |

### Fonti primarie
- (LA)  [(LA)  Bibliothèque de l'Ecole des Chartes, Tome XXX.
- (LA)  Chroniques des comtes d´Anjou par Marchegay et Salmon.
- (LA)  Cartulaire noir de la cathédrale d'Anger.
- (LA)  Rerum Gallicarum et Francicarum Scriptires, tomus IX.
- (LA)  Cartulaire de l'abbaye de Saint-Aubin d'Angers, tomus I.
- (LA)  Cartulaire de l'abbaye de Saint-Chaffre du Monastier et Chronique de Saint-Pierre du Puy.

### Letteratura storiografica
- Louis Halphen, "Francia: gli ultimi carolingi e l'ascesa di Ugo Capeto (888-987)", cap. XX, vol. II in Storia del Mondo Medievale, 1999, pp. 636–661.
- Allen Mawer, "I vichinghi", cap. XXIII, vol. II (L'espansione islamica e la nascita dell'Europa feudale) della Storia del Mondo Medievale, 1999, pp. 734–769.
- (LA)  Marchegay, P. e Salmon, A., Chroniques d'Anjou Tomo I.
- (LA)  Latouche, R. (1910) Histoire du comté du Maine pendant le X et le XI siècle.
- (FR)  Lobineau, G. A. (1707) Histoire de Bretagne (Paris), Tome I.